# Cinephone
El Cinephone és un festival internacional de curtmetratges amb smartphone, en què es destaquen dos fets: el telèfon intel·ligent com a dispositiu de rodatge i la plataforma purament en línia del festival.
La primera edició de Cinephone es va realitzar el 2012. i va obtenir un total de 21 curtmetratges nacionals. Un dels eixos del festival és cercar sinergies amb altres festivals de cinema o projectes relacionats amb l'evolució tecnològica. Tot i existir un elevat nombre de models de telèfons intel·ligents, en una entrevista realitzada al director de Cinephone, aquest comenta que: «l'iPhone és el dispositiu més usat per a rodar curtmetratges». La proclamació de la 5a edició va tenir lloc el 2015 al Centre de Cultura Contemporània de Barcelona (CCCB) l'octubre de 2016, amb més de vuit cents treballs presentats. La 7a edició de 2018 es va realitzar a l'Auditori Barradas de L'Hospitalet. S'hi van presentar uns dos cents curtmetratges de noranta països. El primer premi va anar a un curt feminista The Rose de l'australiana Malwina Wodzicka.
Va ser un dels primers d'una tendència mundial de festivals, com ara el MovilFest de Budapest, el Smartfest de Lisboa, el SmartFilms de Colúmbia o el quasi homònim Cine-Phone Film Festival de Manila.